# Le Retour des anges de l'enfer
Pour plus de détails, voir Fiche technique et Distribution.
Le Retour des anges de l'enfer (Hells Angels on Wheels) est un film américain réalisé par Richard Rush, sorti en 1967.

## Synopsis
Poète (Jack Nicholson), un pompiste, rencontre rapidement les Hells Angels lors de l'un de leur rodéo sauvage. Au guidon de son Harley il quitte la station service dans laquelle il travaille après s'être battu avec un client et son patron qui l'a viré. Peu après la bande et Poète se retrouvent sur un parking. Après qu'un des Hells Angel eut endommagé la moto de Poète par inadvertance en brisant le phare, celui-ci l'attaque et commence à se battre avec lui. Bien que normalement cela devrait avoir pour effet que chaque Hells Angel présent venge leur frère en vertu de la rêgle "Lorsqu'un non-ange frappe un ange, tous les Anges se vengent", Buddy (Adam Roarke), le chef des Hells Angel, intervient et dit au Poète qu'ils remplaceront son phare. En attendant, il est invité à les suivre pendant que la bande "s'occupe de ses affaires", c'est-à-dire aller dans un bar et attaquer les membres d'un club adverse, les Madcaps, qui ont frappé un des Hells Angel. Buddy dit au Poète d'attendre dehors mais celui-ci finit par prendre part à la bagarre et aider la bande. 
Les Hells Angel deviennent alors les débiteurs du Poète pour sa contribution. Un peu plus tard, dans une fête foraine, Poète bouscule involontairement un marin et lui parle grossièrement avant de réaliser que celui-ci est accompagné de trois amis. Les quatre marins refusant d'accepter ses excuses une bagarre à quatre contre un commence. Les Hells Angel apprenant que quatre marins se sont battus avec Poète, qui ne leur à pas dit comment la bagarre avait commencé, décide de le venger et ainsi payer leur dette. Un des marins qui sort un couteau est tué accidentellement dans la bagarre. Poète est autorisé à chevaucher avec les Hells Angel puis est finalement élevé au statut de «prospect» en recevant un cut-off. Il est attiré par la petite amie de Buddy (Sabrina Scharf), qui joue avec lui tout en restant engagé auprès de Buddy.
Une grande partie de l’histoire qui suit consiste en scènes où les Hells Angel font la fête ou sont incités à la violence par des honnêtes gens. Bien que les Hells Angel soient présentés comme agressifs et généralement irrévérencieux, ils ne sont jamais présentés comme étant à l'origine des problèmes, sauf lorsqu'ils se vengent des membres d'autres clubs de motards.
Finalement, la petite amie de Buddy finit par provoquer une bagarre mortelle entre Buddy et Poète.

## Autour du film
Adam Roarke, qui joue Buddy le chef du club des Hells Angels, a tourné dans plusieurs autres films de moto à l’époque.
Ralph 'Sonny' Barger, président du chapitre des Hells Angels d'Oakland, en Californie, apparaît dans une des premières scène du film mais sans une ligne de dialogue. Il a également été crédité en tant que consultant.
Jack Starrett apparaît en tant que Sergent Bingham. Sabrina Scharf a plus tard interprété le rôle de Sara dans le film Easy Rider, une des filles de la communauté hippie.
En Angleterre, le film se vit refuser son certificat en 1967. Celui-ci ne fut accordé qu'en 1977 après que le BBFC eut réalisé plusieurs coupes diminuant les scènes de bagarres. La version vidéo de 1988 comporte un nouveau montage d'ouverture avec des scènes de viol et de violence qui ne figuraient pas dans la copie originale du film. Ces scènes (totalisant 11 minutes) ont été complètement supprimées par la BBFC, de même que des coups dans le dos lors de la bagarre à l'hôtel. La version de 2006 a restauré les coups de poing et a été pré-éditée par les distributeurs pour retirer la scène d'ouverture alternative de 1988.

## Fiche technique
- Titre original : Hells Angels on Wheels
- Titre français : Le Retour des anges de l'enfer
- Réalisation : Richard Rush
- Scénario : R. Wright Campbell
- Photographie : László Kovács
- Musique : Stu Phillips
- Production : Joe Solomon
- Pays d'origine : États-Unis
- Format : Couleurs - 1,85:1 - Mono
- Genre : road movie
- Date de sortie : 1967

## Distribution
- Adam Roarke (VF : Philippe Ogouz) : Buddy
- Jack Nicholson (VF : Bernard Murat) : Poet
- Sabrina Scharf (VF : Jacqueline Cohen) : Shill
- Jana Taylor (VF : Béatrice Delfe) : Abigail
- Richard Anders (VF : Patrick Dewaere) : Bull
- John Garwood (VF : Jean-Louis Maury) : Jocko
- Bruno VeSota (VF : Yves Brainville) : le prêtre
- Sonny Barger : President of the Hells Angels
- Kathryn Harrow (VF : Dominique MacAvoy) : Lori